# 侧空龙

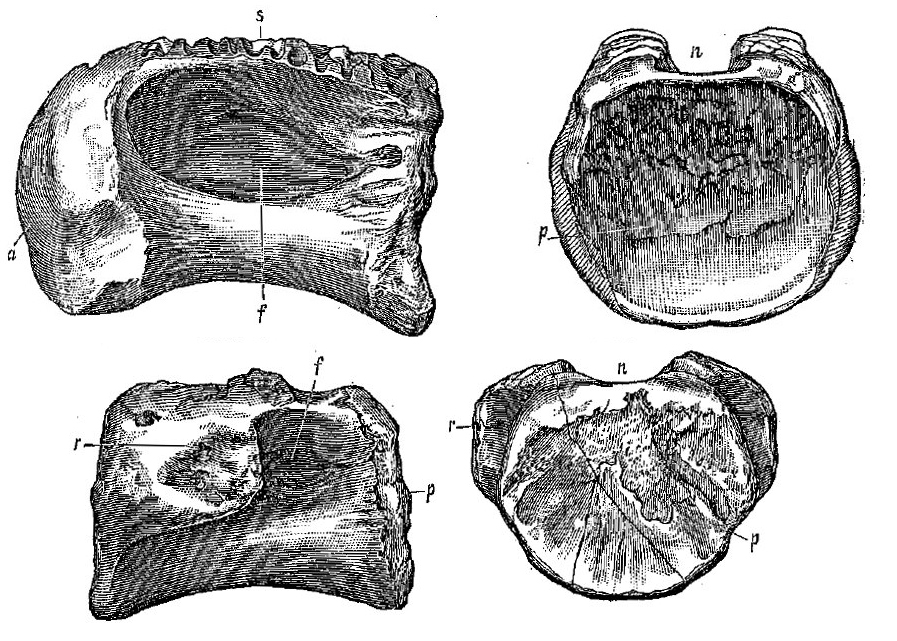
側空龍的背椎與薦椎

側空龍（屬名：Pleurocoelus）是種蜥腳下目恐龍，生存於早白堊紀。牠們生存於北美洲，可能跟星牙龍為同一種動物。
目前已發現數個關節脫落的身體骨骼，屬於未成年個體，由於化石保存狀態差，很難建立可鑑定特徵。側空龍身長約9公尺到18公尺，體重為20到45噸。在1997年到2009年，側空龍是德州的州恐龍，之後被帕拉克西龍取代。
在1888年，奧塞內爾·查利斯·馬什（Othniel Charles Marsh）將一些發現於阿倫德爾組的一些骨頭，命名為侏儒側空龍（Pleurocoelus nanus）及高側空龍（P. altus）。但是在1921年，查爾斯·懷特尼·吉爾摩爾（Charles W. Gilmore）提出它們應是屬於星牙龍的，肯尼思·卡彭特（Kenneth Carpenter）及Tidwell也支持這個觀點。有趣的是，星牙龍的大部份骨頭都是幼年個體。肯尼思·卡彭特及Tidwell認為馬什所命名的侏儒側空龍與高側空龍，應該是星牙龍的不同成長階段。

## 外部連結
- Texas State Library and Archives Commission. Texas State Symbols.（页面存档备份，存于） July 1, 2010. Accessed November 25, 2010.
- 側空龍[永久] Dino Directory網站